# Dirk van Heughten
Theodorus (Dirk Marcelis) van H(e)ug(h)ten (Someren, 2 februari 1644? - Asten, 7 juli 1750) was naar alle waarschijnlijkheid een van de oudste inwoners van Nederland in de 18e eeuw.
In de Nederlandsche Jaarboeken Merkwaerdigste Geschiedenissen voorgevallen binnen de Verenigde Provincien werd in 1750 over hem geschreven: Den 7 dezer hooimaend is te Asten, gelegen in het Kwartier van Peelland, Meierij dezer Hoofdstad in den ouderdom van 106 jaren 5 maenden en 5 dagen overleden eene Dirk van Hugten, hebbende tot weinig dagen voor zijn dood volle verstand en gezicht behouden, en tot den ouderdom van 105 jaren nog telkens, een uur ver te voet naar de kerk gegaen; en tot 104 jaer den oegst nog helpen maeien. Hij is tweemael getrouwd geweest, en heeft bij de twee vrouwen 15 kinders verwekt, waer van nog 9 in leven, en 7 getrouwd zijn; uit welke huwelijken over de 70 kinders en 2 kindskinders voortgekomen zijn, en is de overledene dus geweest, vader van 15, grootvader van over de 70 en overgrootvader van 2 kinderen.
Het is onduidelijk hoe betrouwbaar de bovenstaande opgave is. De doopregisters van Someren beginnen enige jaren na 1644; hierin is Dirk niet gevonden. Aangezien uit contemporaine bronnen wél bekend is dat hij te Someren geboren werd, is een leeftijd boven de 100 zeer waarschijnlijk.
Zijn eerste vrouw huwde hij in 1678, de tweede in 1693. Tussen 1679 en 1707 schonken zij hem vermoedelijk 16 (en geen 15) kinderen. Van de veronderstelde meer dan 70 kleinkinderen zijn er 61 geïdentificeerd.
De talrijke kinderschare zorgde voor een uitgebreid nageslacht, dat tegenwoordig nog in de regio woonachtig is.